# Fox Corporation
Fox Corporation (abreviada como Fox Corp.; a veces denominada Fox a secas) es un conglomerado estadounidense de medios de comunicación de alcance masivo. Fue fundada el 19 de marzo de 2019 tras la adquisición de 21st Century Fox por parte de The Walt Disney Company. Heredó de la primera todos los activos que no fueron incluidos en la compra, tales como su división deportiva, de noticias y de emisoras de televisión abierta.
Es propiedad tanto de Rupert Murdoch, quien cuenta con cerca del 40% de las acciones en la empresa, como de la familia Murdoch, quienes mantienen una participación del 39.6% del capital accionario a través de un fideicomiso familiar. Rupert mantiene el cargo de presidente honorario, mientras que su hijo Lachlan ejerce como presidente ejecutivo y director general.

## Historia

### Formación
El 14 de diciembre de 2017, The Walt Disney Company anunció su intención de adquirir las divisiones satelitales de entretenimiento, entretenimiento por cable y transmisión directa por satélite de 21st Century Fox. El resto de la compañía formaría un llamado "Nuevo Fox", que mantendría el control de activos como la red de televisión y las estaciones de transmisión de Fox, Fox News Channel y las operaciones nacionales de Fox Sports, entre otros activos. Las redes de deportes regionales de Fox se incluirían en la venta a Disney. En mayo de 2018, se confirmó que Lachlan Murdoch, en lugar de James Murdoch, se haría cargo de la compañía New Fox.
La fusión se ha enfrentado a escrutinio antimonopolio; Disney no podría legalmente ser propietario de las redes ABC y Fox debido a una política de la FCC conocida como la "regla de red dual", que prohíbe las fusiones entre las principales redes de transmisión. El Departamento de Justicia también ordenó que las redes de deportes regionales de Fox sean cedidas por Disney dentro de los 90 días posteriores al cierre. Disney posee el 80 por ciento de ESPN, y el Departamento de Justicia consideró que la combinación de las redes regionales de Fox con ESPN haría a Disney demasiado dominante en el mercado de los deportes por cable.
A mediados de 2018, Comcast instigó guerras de licitación por los activos que Disney planeaba comprar y la emisora británica Sky plc (una empresa en la que 21st Century Fox tenía una participación y planeaba adquirir el resto). En julio de 2018, Fox aceptó un aumento de la oferta de Disney a $71.3 mil millones de dólares estadounidenses para defenderse de la contraoferta de Comcast. Los reguladores británicos ordenaron que se realizara una subasta a ciegas de los activos de Sky, que Comcast ganaría.
El 10 de octubre de 2018, se informó que, en preparación para la finalización de la venta, la nueva estructura organizativa posterior a la fusión de "New Fox" se implementaría antes del 1 de enero de 2019. El 14 de noviembre de 2018, fue reveló que la nueva compañía independiente mantendrá el nombre original de "Fox". El 7 de enero de 2019, la declaración de registro de Fox Corporation se presentó ante la Comisión de Bolsa y Valores de EE. UU.
El 11 de enero de 2019, Fox declaró en un archivo de valores que no tiene planes de ofertar en sus antiguas redes de deportes regionales. El 12 de marzo de 2019, Disney anunció que la venta se completaría el 20 de marzo del mismo año. El 19 del mismo mes, Fox Corporation comenzó oficialmente a cotizar en el S&P 500, reemplazando a 21st Century Fox en el índice. El político republicano y ex presidente de la Cámara de Representantes, Paul Ryan, también se unió al directorio de Fox en este momento.

### Inicio de las operaciones
Fox Corporation comenzó a operar por separado el 18 de marzo de 2019. El presidente y CEO Lachlan Murdoch dirigió una reunión del ayuntamiento tres días después, indicando que las acciones se emitirían a los empleados de la corporación en función de la longevidad.
En mayo de 2019, a través de la división Fox Sports, Fox Corporation adquirió una participación del 4,99% en el operador de juego en línea canadiense The Stars Group por $236 millones de dólares estadounidenses. Como resultado, también se anunció que las compañías desarrollarían conjuntamente productos de apuestas deportivas para el mercado estadounidense bajo la marca Fox Bet.
A principios de julio de 2019, Fox Entertainment anunció la formación de SideCar, con ejecutivos liderados por Gail Berman. SideCar es una unidad de desarrollo de contenido para Fox y otros puntos de venta.
En agosto, Fox Corporation anunció que adquiriría Credible Labs por $397 millones de dólares y el estudio de animación Bento Box Entertainment por $50 millones.
A principios de 2020, Fox adquirió el servicio de streaming Tubi por $440 millones de dólares.
En junio de 2020, Fox cerró SideCar.
En septiembre de 2021, Fox Corporation adquirió TMZ de WarnerMedia en un acuerdo por valor de unos 50 millones de dólares en el que TMZ operaría bajo la división Fox Entertainment.
En diciembre, Fox Corporation adquirió el estudio de producción de cine y televisión MarVista Entertainment.
En septiembre de 2022, Fox Corporation anunció el lanzamiento de Fox Entertainment Studios. Esta es la primera incursión de la empresa en la producción televisiva íntegramente interna. El estudio estrenó su primer programa, Monarch, el 11 de septiembre de 2022. Fox también anunció que Fox Entertainment volvería a ingresar al negocio de distribución internacional mediante el lanzamiento de una unidad de ventas llamada Fox Entertainment Global.
El 14 de octubre de 2022, se anunció que, bajo las instrucciones de Rupert Murdoch, se había establecido un comité especial para explorar una posible fusión de Fox y News Corp, uniendo nuevamente a las dos compañías desde que se escindió la antigua 21st Century Fox, fuera de News Corp en 2013. El 24 de enero de 2023, Murdoch abandonó la fusión propuesta.
En junio de 2024, el Instituto Federal de Telecomunicaciones reveló a través de un comunicado que había aprobado la adquisición de Fox Sports México por parte de Fox Corporation. Sin embargo, más tarde se informó que la compra no se llevó a cabo debido a que no se había realizado en el plazo correspondiente.
En septiembre de 2024, Rupert Murdoch solicitó a un tribunal de sucesiones de Nevada la anulación del derecho al voto de sus hijos, con excepción de Lachlan, según lo establecido en el fideicomiso familiar irrevocable. Los otros hermanos, Prudence MacLeod, Elisabeth Murdoch y James Murdoch, son políticamente más moderados que su padre o su hermano, y Rupert se esforzó por mantener el sesgo político conservador en sus medios de comunicación. El 9 de diciembre de 2024, The New York Times informó que el tribunal había dictado sentencia en contra de los Murdoch, quienes, según escribió el comisionado de sucesiones, habían actuado de mala fe al intentar cambiar el fideicomiso.
En febrero de 2025, Fox adquirió Red Seat Ventures, empresa de podcast y medios, con el objetivo de expandir su presencia en el mercado del podcast. Red Seat Ventures continuaría operando como empresa independiente y pasaría a formar parte de Tubi Media Group.

### Batalla legal contra Grupo Lauman (Fox Sports México) y posterior expansión en parte de Latinoamérica
El 4 de marzo de 2025, Fox Sports México dio a conocer a través de un comunicado, que había tomado acciones legales contra Fox Corporation y Grupo Pachuca debido a que no se le habría respetado el presunto derecho de preferencia por ofertar para seguir transmitiendo los encuentros como local de Club León y Club Pachuca en la Liga MX, por lo cual el canal pidió a un juez que ordenara que estos juegos se quedasen sin emisión oficial mediante el servicio de streaming Tubi (propiedad de Fox Corp.), hasta que se resuelva el asunto. Sin embargo, posteriormente, tanto Fox Corporation como Grupo Pachuca respondieron, aclarando que Grupo Lauman no había pagado lo correspondiente por los derechos televisivos de ambos clubes y, por lo tanto, la negociación por éstos de parte de Fox Corp. era licita, y que los partidos continuarían emitiéndose en Tubi; además, Fox Corp. indicó que el permiso con el que contaba Grupo Lauman para usar la marca «Fox» había expirado y, por tanto tendría que retirarla paulatinamente. Más tarde, Fox Sports MX desmintiría esto último y, después, declararía que había obtenido una medida cautelar para que Fox Corporation no pudiera seguir utilizando el nombre «Fox» en sus transmisiones de Tubi.
El 21 de marzo, se reportó que Fox Corporation había lmpuesto a Grupo Lauman una demanda civil en Los Angeles, California, en la que reclama 850 millones de pesos mexicanos (52 millones de dólares estadounidenses), debido a que de acuerdo con esta, Fox Corp. fue quien adquirió los derechos de transmisión de los partidos de local de los equipos de Grupo Pachuca en el Torneo Apertura 2024, y que el canal mexicano se había hecho con una sublicencia para seguir emitiéndolos en el transcurso de las negociaciones que tenía la empresa estadounidense con Grupo Lauman para adquirir Fox Sports México, de la cual el abono correspondiente de 221 millones MXN (13 millones de dólares) no se habría llevado a cabo por parte de la compañía mexicana.
El 4 de abril de 2025, tanto Tubi como Grupo Pachuca confirmaron que el partido entre Tuzos y América, correspondiente a la jornada 14 del Torneo Clausura 2025, no sería transmitido en ninguna parte debido a la orden de un juez, causada por los problemas legales comenzados en marzo entre Fox, Pachuca y Lauman.  El 8 de abril, el Club Pachuca confirmó que regresarían sus transmisiones a través de Tubi, tras un fallo a favor por parte de un juzgado federal, y se reportó que Grupo Pachuca había demandado a Grupo Lauman por daños y prejuicios.
El 19 de junio de 2025, se confirmó que la compañía había adquirido la emisora orientada a los deportes Caliente TV para aumentar su presencia en derechos deportivos —que ya poseía a través de Tubi en México y Centroamérica—, mediante una futura multiplataforma que incluirá, además de Tubi (servicio gratuito), un canal de televisión por suscripción y un servicio de streaming de paga.
El 14 de agosto de 2025, la empresa llevó a cabo en la Corte de Distrito Sur de Nueva York una demanda contra Media Deportes México (operador de Fox Sports MX de Grupo Lauman), para impedirle el uso de la marca «Fox Sports» en México y los Estados Unidos durante 14 días, cuyo permiso de uso, según Fox Corp., había vencido en marzo de 2025 y habría sido utilizado de forma indebida.

## Gobierno corporativo

### Junta directiva
Los ejecutivos de la compañía o los miembros de la junta pueden incluir potencialmente a las siguientes 8 personas:
- Rupert Murdoch (copresidente)[62]
- Lachlan Murdoch (presidente y director ejecutivo)[62]
- Paul Ryan (director)[62]
- Jacques Nasser (director)[62]
- Anne Dias (director)[62]
- Roland A. Hernandez (director)[62]
- Chase Carey (director)[62]

### Gestión ejecutiva
- John Nallen (director de operaciones)[4]
- Paul Cheesbrough (director de tecnología)[63]
- Steve Tomsic (director financiero)[63]
- Viet D. Dinh (jefe de asuntos legales y de políticas)[63]
- Joseph Dorrego (director de relaciones con inversionistas y vicepresidente ejecutivo de iniciativas corporativas)[64]
- Mike Biard (presidente de operaciones y distribución)[63]
- Marianne Gambelli (presidenta de ventas publicitarias)[63]
- Charlie Collier (CEO de Entretenimiento)[65]
- Eric Shanks (CEO de Fox Sports)[63]

## Activos
- Fox Broadcasting Company
  - Fox Entertainment
    - Bento Box Entertainment
    - Sidecar
    - XOF Productions
    - Fox Alternative Entertainment

  - Fox Now
- Fox Television Stations Group
  - 28 estaciones
  - MyNetworkTV
  - Movies! (50%)
  - Fox First Run
  - Fox Soul
- Fox News Media
  - Fox News Channel
  - Fox Business
  - Fox News Radio
  - Fox News Talk
  - Fox Nation
- Fox Sports Media Group
  - FS1
  - FS2
  - Fox Deportes
  - Red Big Ten (51%)
  - Fox Soccer Plus
  - Fox Sports Racing
  - Fox Sports Radio
  - Fox Sports Digital Media
    - FoxSports.com

  - The Stars Group (4.99%)
- Credible Labs (67%)
- Tubi
- FOX (México)